# オスカル・グローフ
オスカル・グローフ（ヘブライ語: אוסקר גלוך, ラテン文字転写: Oscar Gloukh, 2004年4月1日 - ）は、イスラエルのプロサッカー選手。イスラエル代表。アヤックス・アムステルダム所属。ポジションはミッドフィールダー。

## 経歴

### 幼少期
ロシアからの移民である父を持ち、イスラエルのレホヴォトで生まれ育った。
地元のマッカビ・シャアライムの下部組織でキャリアをスタートさせると、6歳の頃にマッカビ・テル・アヴィヴへと移った。

### クラブ
2021年8月8日、イスラエル・トト・カップのハポエル・エルサレム戦でトップチームデビュー。
2022年4月11日、プレミアリーグチャンピオンシップ・ラウンドのマッカビ・ハイファ戦でプロ初ゴールを挙げた。
2023年1月27日、オーストリア・ブンデスリーガのレッドブル・ザルツブルクに4年半契約で移籍。フォーブス・イスラエルで「バルセロナからも関心を寄せられていた」と述べている。
2025年8月1日、オランダのアヤックス・アムステルダムに5年契約で移籍。移籍金は1,475万ユーロと公表されており、アドオンにより最大で1,725万ユーロまで増額される。

### 代表
2019年からイスラエルの各世代別代表に名を連ねている。
2021年に飛び級でU-19代表に選出されると、イスラエル史上2度目となるUEFA U-19欧州選手権に出場。3ゴール（得点ランキング3位）2アシストを記録し、そのうち1ゴールはイングランドとの決勝戦で挙げたものであった。この大会での活躍により、ESPNおよびUEFAの優秀選手に選出され、決勝戦でのゴールは大会ベストゴールとなった。
同年にUEFA U-21欧州選手権に臨むU-21代表代表にも選出され、6月2日のラトビア戦で初出場。
11月には、ザンビアおよびキプロスとの親善試合を行うA代表に初招集された。17日のザンビア戦で59分から途中出場し、イスラエル代表デビュー。20日のキプロス戦では先発出場し、後半に代表初ゴールを記録した。
2024年7月、パリオリンピックのメンバーに選出され、グループステージの全3試合にスタメン出場。27日のパラグアイ戦でゴールを挙げたが、チームはグループステージで敗退した。

## 個人成績

### クラブ
| 国内大会個人成績 | 国内大会個人成績         | 国内大会個人成績 | 国内大会個人成績 | 国内大会個人成績 | 国内大会個人成績 | 国内大会個人成績 | 国内大会個人成績 | 国内大会個人成績 | 国内大会個人成績 | 国内大会個人成績 | 国内大会個人成績 |
| 年度             | クラブ                   | 背番号           | リーグ           | リーグ戦         | リーグ戦         | リーグ杯         | リーグ杯         | オープン杯       | オープン杯       | 期間通算         | 期間通算         |
| 年度             | クラブ                   | 背番号           | リーグ           | 出場             | 得点             | 出場             | 得点             | 出場             | 得点             | 出場             | 得点             |
| イスラエル       | イスラエル               | イスラエル       | イスラエル       | リーグ戦         | リーグ戦         | リーグ杯         | リーグ杯         | オープン杯       | オープン杯       | 期間通算         | 期間通算         |
| ---------------- | ------------------------ | ---------------- | ---------------- | ---------------- | ---------------- | ---------------- | ---------------- | ---------------- | ---------------- | ---------------- | ---------------- |
| 2021-22          | マッカビ・テル・アヴィヴ | 37               | プレミアリーグ   | 8                | 3                | -                | -                | 2                | 0                | 10               | 3                |
| 2022-23          | マッカビ・テル・アヴィヴ | 11               | プレミアリーグ   | 17               | 4                | -                | -                | 2                | 2                | 19               | 6                |
| オーストリア     | オーストリア             | オーストリア     | オーストリア     | リーグ戦         | リーグ戦         | リーグ杯         | リーグ杯         | オーストリア杯   | オーストリア杯   | 期間通算         | 期間通算         |
| 2022-23          | RBザルツブルク           | 37               | ブンデスリーガ   | 15               | 2                | -                | -                | 0                | 0                | 15               | 2                |
| 2023-24          | RBザルツブルク           | 30               | ブンデスリーガ   | 29               | 7                | -                | -                | 5                | 0                | 34               | 7                |
| 2024-25          | RBザルツブルク           | 30               | ブンデスリーガ   | 26               | 10               | -                | -                | 2                | 1                | 28               | 11               |
| オランダ         | オランダ                 | オランダ         | オランダ         | リーグ戦         | リーグ戦         | リーグ杯         | リーグ杯         | KNVBカップ       | KNVBカップ       | 期間通算         | 期間通算         |
| 2025-26          | アヤックス               | 10               | エールディヴィジ |                  |                  | -                | -                |                  |                  |                  |                  |
| 通算             | イスラエル               | イスラエル       | プレミアリーグ   | 25               | 7                | -                | -                | 4                | 2                | 29               | 9                |
| 通算             | オーストリア             | オーストリア     | ブンデスリーガ   | 70               | 19               | -                | -                | 7                | 1                | 77               | 20               |
| 通算             | オランダ                 | オランダ         | エールディヴィジ |                  |                  | -                | -                |                  |                  |                  |                  |
| 総通算           | 総通算                   | 総通算           | 総通算           | 95               | 26               | 0                | 0                | 11               | 3                | 106              | 29               |

### 代表
| イスラエル代表 | 国際Aマッチ | 国際Aマッチ |
| 年             | 出場        | 得点        |
| -------------- | ----------- | ----------- |
| 2022           | 2           | 1           |
| 2023           | 9           | 2           |
| 2024           | 7           | 0           |
| 2025           | 3           | 0           |
| 通算           | 21          | 3           |

#### ゴール
| #  | 年月日         | 開催地                                        | 対戦国     | 勝敗 | 試合概要                      |
| -- | -------------- | --------------------------------------------- | ---------- | ---- | ----------------------------- |
| 1. | 2022年11月20日 | ハモシャヴァ・スタジアム（ イスラエル）       | キプロス   | ●2-3 | 親善試合                      |
| 2. | 2023年6月16日  | スサ・フェレンツ・スタディオン（ ハンガリー） | ベラルーシ | ○2-1 | UEFA EURO 2024予選・グループI |
| 3. | 2023年9月9日   | スタディオヌル・ナツィオナル（ ルーマニア）   | ルーマニア | △1-1 | UEFA EURO 2024予選・グループI |

## タイトル

### クラブ
レッドブル・ザルツブルク
- ブンデスリーガ（2022-23）

### 個人
- UEFA U-19欧州選手権 ベストイレヴン（2022）[10]